# Майков Аполлон Миколайович
Аполлон Миколайович Майков (рос. Аполлон Николаевич Майков; 23 травня (4 червня) 1821, Москва — 8 (20) березня 1897, Санкт-Петербург) — російський поет, перекладач, член-кореспондент Петербурзької Академії наук (1853).

## Біографія
Народився у родині дворянина Миколи Аполлоновича Майкова, художника і академіка та письменниці Євгенії Петрівни Майкової; старший брат літературного критика та публіциста Валеріана Майкова, прозаїка та перекладача Володимира Майкова та історика літератури, бібліографа та етнографа Леоніда Майкова.
1834 року родина переїхала до Петербурга. Вчителем братів Майкових був письменник Іван Гончаров. У 1837—1841 роках навчався на юридичному факультеті Петербурзького університету. Спочатку захоплювався живописом, але врешті присвятив своє життя поезії.
За першу книгу віршів отримав грошову допомогу від Миколи I на подорож до Італії. Поїхав за кордон у 1842 році. Відвідавши Італію, Францію, Саксонію та Австрійську імперію, Майков 1844 року повернувся до Петербурга та почав працювати помічником бібліотекаря при Румянцевському музеї. Постійно зустрічався з Віссаріоном Бєлінським, Миколою Некрасовим, Іваном Тургенєвим.
В останні роки життя був дійсним статським радником, з 1882 року — голова комітету закордонної цензури.
27 лютого 1897 року вийшов на вулицю легко одягнутим та захворів. Помер 20 березня 1897 року. Похований на цвинтарі Новодівочого монастиря.

## Аполлон Майков і Тарас Шевченко
Тарас Шевченко й російський поет Аполлон Майков часто зустрічалися в родині Федора Толстого, разом брали участь у літературних читаннях на користь недільних шкіл у Петербурзі.
14 квітня 1861 року Майков у Петербурзькому університеті виступив на вечорі, присвяченому пам'яті Шевченка. Кобзареві він присвятив вірш «На белой отмели Каспийского поморья», вперше опублікований в № 1 журналу «Отечественные записки» за 1863 рік.